# ناتشو مارتين (لاعب كرة قدم)
ناتشو مارتين (بالإسبانية: Ignacio Martín Solanas) هو لاعب كرة قدم إسباني في مركز الدفاع، ولد في 10 يوليو 1962 في لوغرونيو في إسبانيا. لعب مع ريال مورسيا ونادي إلتشي.